# سالامینا (کالداس)
سالامینا (کالداس) (به اسپانیایی: Salamina, Caldas) یک سکونتگاه مسکونی در کلمبیا است که در بخش کالداس واقع شده‌است.

## خصوصیات
سالامینا ۴۰۳٫۵۴ کیلومترمربع مساحت و ۱۸٬۷۰۴ نفر جمعیت دارد و ۱٬۸۲۲ متر بالاتر از سطح دریا واقع شده‌است.